# Trygve Reenskaug
Trygve Reenskaug (21 de junio de 1930-Oslo, 14 de junio de 2024) fue un científico informático noruego y profesor emérito de la Universidad de Oslo. Formuló el modelo–vista–controlador para el software de interfaz gráfica de usuario diseñado en 1979 mientras visitaba el PARC, de Xerox Corporation. Su primer proyecto importante de software, "Autokon", produjo un exitoso diseño asistido por computadora – fabricación asistida por computadora, programa que fue usado por primera vez en 1963 y continuó utilizándose en astilleros de todo el mundo durante más de 30 años.

## Carrera
Ha estado ampliamente involucrado en la investigación de métodos orientados a objetos y desarrolló el Análisis y modelado de roles orientado a objetos (OOram) y la herramienta OOram en 1983. Fundó la empresa de tecnología de la información Taskon en 1986, que desarrolló herramientas basadas en OOram. Las ideas de OOram maduraron y evolucionaron sustancialmente hasta convertirse en el proyecto BabyUML, que culminó con la creación del paradigma de datos, contexto e interacción (DCI).
Reenskaug escribió el libro Trabajar con objetos: el método de ingeniería de software OOram con los coautores Per Wold y Odd Arild Lehne. Posteriormente escribió una máquina virtual para Lenguaje unificado de modelado (UML). En 2005, era profesor emérito de informática en la Universidad de Oslo.
Falleció el 14 de junio de 2024, a pocos días de cumplir los 94 años de edad.